# Michael Dapaah
Michael Dapaah (januari 1991), bekend als Big Shaq (of Roadman Shaq) is een Britse rapper en komiek van Ghanese afkomst.

## Carrière
Hij begon zijn carrière op sociale media met sketches. Hij werd in 2017 wereldwijd bekend door zijn rap "Man's Not Hot".

## Discografie
- 2017 - Balance
- 2017 - Man's Not Hot
- 2018 - Man Don't Dance
- 2019 - Buss It Down